# 従業員支援プログラム
従業員支援プログラム（英: Employee Assistance Program: EAP）とは、事業所において従業員（労働者）へ提供される、仕事の業績に関わるような個人的問題に対しての福利厚生ケアの総称である。社員支援プログラムなどとも呼ばれる。

## アメリカ合衆国
アメリカ合衆国労働省は、EAPサービスの例として以下を挙げている。
- メンタルヘルス関連サービスの提供や医療紹介
- 薬物乱用やアルコール乱用関連サービスの提供や医療紹介
- 離婚や養育などの個人的な問題へのサービスや紹介
- 生活支援についての情報提供（老親介護やファイナンシャルプランニングなど）
- 健康づくり支援（禁煙や減量など）
- キャリアカウンセリングなどの職業的支援

### 歴史
1950年代のアメリカ合衆国は、第二次世界大戦において心的外傷を負った帰還兵士たちの心のケア、ベトナム戦争後の経済不況、不況の煽りを受けた相次ぐリストラなど多くの問題を抱え社会経済が混乱をきたし、アルコール依存、薬物依存、うつ病などに陥る人々が爆発的に増加していた。これらの影響は産業界にも波及し、企業・事業所経営者や労働者たちの中にも精神疾患を発病する者が増え、その結果一人ひとりの労働者の生産性・パフォーマンスは低下し、ひいては各企業・事業所の業績や、社会全体の生産力も低下の一途をたどった。
こうした中で各企業・事業所において、労働者のメンタルヘルスを保つことで生産性の維持・向上を図るべく「従業員支援プログラム」を導入する動きが加速し、1970年代～1980年代にかけては急速にアメリカ全土に広まった。対象とするのも、アルコール依存や薬物依存という当初の問題から、うつ病や適応障害、および様々な人間関係の問題にも拡大し、特に、1979年にゼネラルモーターズが効果が表れた労使プログラムとしてEAPを表彰したことでメンタルヘルス対策への関心はさらに高まり、1980年代に入ると当時のレーガン大統領によって、各企業・事業所において労働者のメンタルヘルスケアに積極的に取り組むべきとされ、医療制度改革が断行された。
このようにアメリカでは、各労働者のメンタルヘルスを保つことで一人ひとりの生産性の維持・向上を図ることは元より、それにより各企業・事業所の業績や社会全体の生産力の維持・向上を目指すことを念頭に歴史的な制度化が行われてきたため、特にアメリカ疾病予防管理センター（CDC）・米国国立労働安全機構などはEAPを担う産業保健心理士（Occupational Health Psychologist）に対して大学院修了レベルの養成プログラムを推奨し、高度な専門性を要求している。

## 日本
日本においてもEAPの導入が進んでいる背景には、2008年に施行された「労働契約法」において、第5条「労働者の安全への配慮」にて安全配慮義務が明文化されたことにより、企業・事業所側（使用者・雇用主・事業者・経営者）に要求される労働契約上の安全配慮は、努力義務ではなく法的義務として課せられるようになったことである。産業精神保健は各企業・事業所にとって新たなリスクマネジメントのひとつとなっている。
旧来、労働者のメンタルヘルスケアは、いわゆる産業保健スタッフが副次的に担当することが多く、厚生労働省指針「労働者の心の健康の保持増進のための指針」においては産業保健スタッフである産業医、衛生管理者、保健師なども担い手の例とされている。しかし、産業医の中で精神科・心療内科の専門医である者は、全体の約15%しかおらず、衛生管理者や保健師も、ケガや感染症予防などの安全衛生相談が中心となるため、メンタルヘルスケアのみの専門職という位置づけにはされていない。
そのため現実的なメンタルヘルスケアに際しては、（外部）心理職専門家を積極的に各企業・事業場内に招いて、大企業においては常勤雇用して常時待機させたり、中小企業においては委嘱契約などを交わして必要に応じて随時来所させたりといった実施可能な方法で企業内カウンセラーとして内部参画・活用し、産業医・衛生管理者・保健師ら産業保健スタッフと（外部）心理職専門家が各企業・事業場内において有機的に協力・連携しつつ、それぞれの専門性に立脚したケアを同時に行うことが有効であると指摘されている。このように、必要に応じて心理職専門家を派遣するなど、顧問契約を結んだ各企業・事業場内へアウトソーシング形態でメンタルヘルスケアを提供するサービスに「外部従業員支援プログラム（EAP）」があり、近年注目を集めている。
EAPのメリットとして、外部心理職専門家を内部参画・活用することでより専門的なメンタルヘルスケアを利用できることのほかに、従業員支援プログラムにおいて心理療法・心理カウンセリングなどの心理相談業務に従事する企業内カウンセラーの「第三者性・外部性の確保」という倫理的な大前提を踏まえている点がある。また、「専門スタッフがいない」「取り組み方が分からない」などのマッチング面の課題を抱える企業・事業所にとっても、心理職専門家をより利用しやすくなるための資源となり得る。
EAP提供機関については、医療系ポータルサイトのWAM NETや心理士職能団体の日本臨床心理士会が各都道府県のEAP提供機関を含む医療機関・相談機関の検索サービスを公開しており、労働者自身でも個別にそれらの専門機関を探せるほか、各企業・事業所の経営者にとっても、メンタルヘルス対策導入時の情報ツールのひとつとなっている。
日本では、特に2000年代に入ってからは心理カウンセリング体制整備などのメンタルヘルス対策に取り組む企業・事業所が年々増加しており、従業員支援プログラムを担う企業内カウンセラーの導入が進んでいる。